# مارك بنسون
مارك بنسون (بالإنجليزية: Mark Benson)‏ (و. 1958  م) هو لاعب كريكت، وحكم كركيت ‏، ومهندس بريطاني، ولد في شوريهام.

## روابط خارجية
- مارك بنسون على موقع إي آس بي آن كريك إنفو (الإنجليزية)